# لبنة (مساحة)
لبنة هي وحدة مساحة، وتعتبر أهم وحدات قياس المساحة المستخدمة في اليمن، وتختلف مساحة اللبنة باختلاف مناطق اليمن فتساوي في صنعاء 44.44 متر مربع (1.000 لبنة).

## وحدات مشابهة
- المعاد: 1 معاد (4,400 م2؛ 100 لبنة)، ويستخدم في المناطق الساحلية للبحر الأحمر.